# Белозуб, Лидия Петровна
Лидия Петровна Белозуб (1920 — неизвестно, село Лысовка, Покровский район, Донецкая область) — звеньевая колхоза «Червона хвиля» Красноармейского района Сталинской области, Украинская ССР. Герой Социалистического Труда (1949).

## Биография
Родилась в 1920 году в крестьянской семье в одном из сельских населённых пунктов современной Кировоградской области. После окончания местной сельской школы трудилась в сельском хозяйстве. В послевоенное время возглавляла полеводческое звено колхоза «Червона хвиля» (с 1961 года — имени XXII партсъезда) Красноармейского района с усадьбой в селе Лысовка.
В 1948 году звено под её руководством собрало в среднем с каждого гектара по 32,4 центнера пшеницы с площади 24 гектара. Указом Президиума Верховного Совета СССР от 26 марта 1949 года удостоена звания Героя Социалистического Труда за «получение высоких урожаев пшеницы в 1948 году» с вручением ордена Ленина и золотой медали «Серп и Молот» (№ 3154).
Этим же указом званием Героя Социалистического Труда были награждены председатель колхоза Иван Романович Плахотин и звеньевая Екатерина Акимовна Звагольская.
После выхода на пенсию проживала в селе Лысовка Красноармейского района (сегодня — Покровский район). С 1976 года — персональный пенсионер союзного значения. Дата смерти не установлена.